# Illuka
Die ehemalige Landgemeinde Illuka (Illuka vald) lag im Kreis Ida-Viru im Nordosten Estlands. 2017 wurde sie mit vier weiteren Landgemeinden zur Landgemeinde Alutaguse zusammengeschlossen.

## Beschreibung
Die Landgemeinde hatte eine Fläche von 543,82 km². In ihr lebten 1.065 Einwohner (2012). Mit nur 1,96 Einwohnern pro Quadratkilometer war die Gemeinde einer der am dünnsten besiedelten Gemeinden Estlands.
Auf dem Gebiet der Gemeinde lag das ehemalige Gutshaus Illuck, das seit 1921 als Schule benutzt wird.

## Dörfer
Neben dem Hauptort Illuka gehörten zur Landgemeinde die Dörfer Agusalu, Edivere, Jaama, Kaatermu, Kaidma, Kamarna, Karoli, Kivinõmme, Konsu, Kuningaküla, Kuremäe, Kurtna, Ohakvere, Ongassaare, Permisküla, Puhatu, Rausvere und Vasavere.

## Kloster Kuremäe

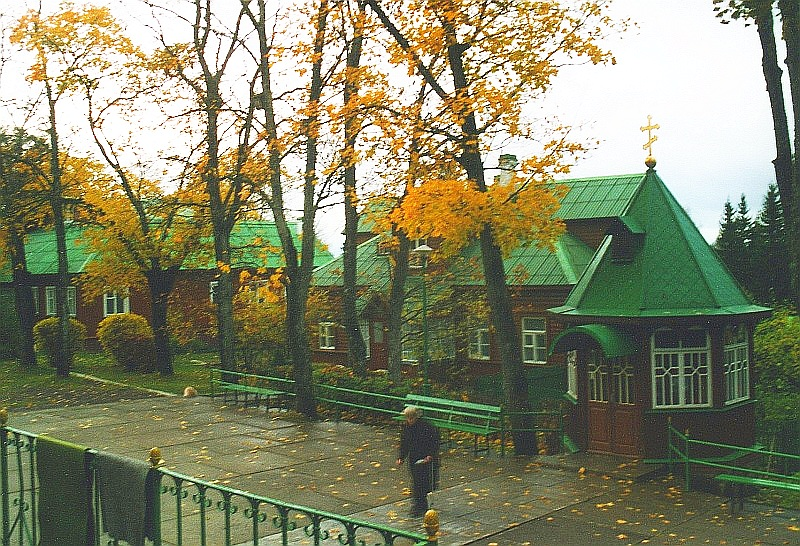
Nonnenkloster von Kuremäe (Pühtitsa)

In der Gemeinde befindet sich das russisch-orthodoxe Nonnenkloster von Kuremäe (deutsch Kranichberg), das einzige in Estland. Der Ort ist auch unter dem Namen Pühtitsa (deutsch: Püchtitz) bekannt.
Das Kloster wurde zwischen 1892 und 1895 in der Nähe einer heiligen Quelle erbaut. Es ist Zielort vieler russisch-orthodoxer Pilger. In ihm leben heute 163 Nonnen. Sie arbeiten meist in der Landwirtschaft, bieten aber touristische Führungen an.
An der Stelle des heutigen Nonnenklosters befand sich einst der heilige Berg der heidnischen Esten (heute eine Kultstätte des estnischen archaischen Volksglaubens). Die Volksdichtung verbindet mit der Quelle auch dramatische Geschichten um den estnischen Sagenhelden Kalevipoeg.